# Alfredo Killer
Alfredo Pablo Killer (Rosario, 31 de enero de 1961) es un exfutbolista argentino y actual entrenador.

## Carrera
Hermano menor de Daniel y Mario, Alfredo Killer se formó en las divisiones juveniles de Rosario Central; por el parecido físico con Daniel, recibió el sobrenombre de Potrillo, ya que a aquel lo llamaban Caballo.
Integró el plantel campeón del Nacional 1980, entrenado por Ángel Zof; su debut en encuentros oficiales se produjo el 26 de julio de 1981, en un partido válido por la 31.ª fecha del Metropolitano ante Racing Club (empate 1-1). Jugó en la Selección de fútbol de Argentina sub-23, convocado para tres encuentros bajo la dirección técnica de Carlos Salvador Bilardo.

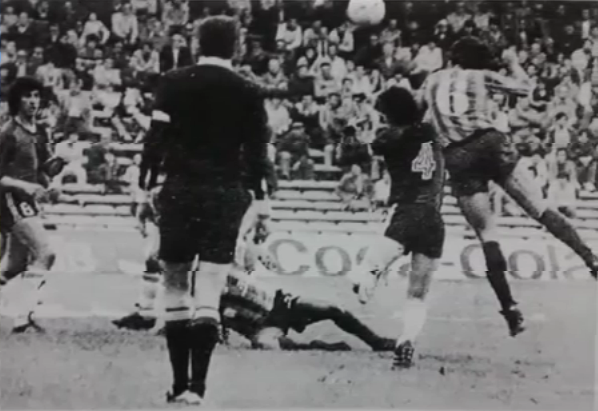
Alfredo Killer gana de cabeza en el área de Newell's y convierte el segundo tanto de la victoria canalla por 2-1 en 1983.

En 1982 comenzó a ser habitual su participación como titular; formó dupla de marcadores centrales ese año con Edgardo Bauza. También se destacó marcando goles; el más trascendente fue en el clásico rosarino disputado el 20 de junio de 1983, cuando anotó el segundo de su equipo en la victoria ante Newell's 2-1.
Las continuas ventas de futbolistas y la no incorporación de jugadores de buena valía llevaron a Central a cumplir flojas campañas, que desembocaron en la pérdida de categoría en 1984. Killer se mantuvo en el equipo para la campaña en la Primera B 1985, en la cual Rosario Central se coronó campeón con holgura y obtuvo el rápido retorno a la máxima divisional. Dejó Central con 142 partidos y 8 goles en su haber.
Fue transferido a Quilmes en 1986; luego continuó su carrera en el fútbol azteca, fichando para Toros Neza.
Tras un breve retorno a Argentina para jugar en Estudiantes de La Plata, emigró nuevamente al norte del continente americano para jugar por Atlante en primer lugar y luego en Toronto Blizzard de Canadá. Cerró su carrera vistiendo por dos temporadas (entre 1991 y 1993) la casaca de Argentino de Rosario.
El único partido oficial en el que coincidieron los tres hermanos Killer en cancha fue el disputado el 30 de septiembre de 1984, en el que Alfredo y Mario jugaron para Rosario Central y Daniel lo hizo para Unión de Santa Fe, finalizando el encuentro con marcador favorable a los tatengues por 3-0.

## Clubes
| Club                    | País      | Año       |
| ----------------------- | --------- | --------- |
| Rosario Central         | Argentina | 1981-1985 |
| Quilmes                 | Argentina | 1986      |
| Coyotes Neza            | México    | 1986-1988 |
| Estudiantes de La Plata | Argentina | 1988      |
| Atlante                 | México    | 1989      |
| Toronto Blizzard        | Canadá    | 1989      |
| Argentino de Rosario    | Argentina | 1991-1993 |

## Como entrenador
Inició su carrera como entrenador en 1993, dirigiendo al Club Atlético Correa de la Liga Cañadense de Fútbol, en la provincia de Santa Fe.
En el año 2011 fue auxiliar técnico del Rosario Central, apoyando al entrenador responsable Omar Palma, compitiendo en la Primera B Nacional.
Posteriormente fue director técnico alterno del plantel profesional de Central Córdoba de Rosario en el año 2012, disputando el torneo de la Primera División C. También dirigió a Empalme Central de la Liga Regional del Sud; conduce actualmente su propia escuela de fútbol.

## Palmarés
| Título           | Equipo          | País      | Año    |
| ---------------- | --------------- | --------- | ------ |
| Primera División | Rosario Central | Argentina | N-1980 |